# Normanda de Rincón de Ademuz
Normanda es el nombre de una variedad cultivar de manzano (Malus domestica). Esta manzana está cultivada en la colección de la Estación Experimental Aula Dei (Zaragoza). Esta manzana es originaria de de Normandía, Francia desconociendo exactamente la variedad original, y lleva cultivandose generaciones en la  Comunidad Valenciana concretamente en el Rincón de Ademuz, donde tuvo su mejor época de cultivo comercial en la década de 1960, y actualmente en menor medida aún se encuentra.

## Sinónimos
- "Poma Normanda",[4]
- "Manzana Normanda",[6][7]
- "Manzana normanda de Rincón de Ademuz".

## Historia
Variedad de la Comunidad Valenciana (Rincón de Ademuz), cuyo cultivo conoció cierta expansión en el pasado, pero que a causa de su constante regresión en el cultivo comercial no conservaban apenas importancia y prácticamente habían desaparecido de las nuevas plantaciones en 1971, así hay variedades tales como 'Camuesa de Llobregat' y 'Manyaga' que constituían en 1960 el 70% de la producción de manzana en la provincia de Barcelona y se encontraba la primera en otras nueve provincias y la segunda en seis y 'Normanda' que estaba muy difundida hasta 1960 entre los viveristas de Aragón (representaba el 25% de la cosecha en la cuenca del Jiloca). En 1971 Puerta-Romero y Veirat sólo encontraron 184 ha de “Manyaga” (el 31% con más de 20 años), 81 ha de “Camuesa de Llobregat” (el 36% con más de 20 años) y ya no citan al cultivar “Normanda”.

## Características
El manzano de la variedad 'Normanda' tiene un vigor Medio; florece del 1 al 18 de abril; tubo del cáliz triangular o alargado, estambres situados casi siempre en la parte media.
La variedad de manzana 'Normanda' tiene un fruto de tamaño medio a grande; forma variada, cilíndrica o tronco-cónica, estos últimos más voluminosos hacia la base, contorno irregular, a veces rebajado de un lado en la cima; piel de notable a inapreciable untuosidad, fuerte y brillante; con color de fondo verdoso, sobre color importante, siendo el color del sobre color rosa cobrizo, siendo su reparto en chapa y rayas, acusa pinceladas de rosa más o menos intenso que se reparten a lo largo del fruto, y una sensibilidad al "russeting" (pardeamiento áspero superficial que presentan algunas variedades) muy débil; pedúnculo , longitud del 
pedúnculo corto, no llegando hasta el borde de la cavidad y raramente sobrepasándolo, anchura de la cavidad peduncular medianamente amplia, profundidad cavidad pedúncular profunda, borde irregulares, e importancia del "russeting" en cavidad peduncular ausente; profundidad de la cavidad calicina profunda o poco profunda, con bordes suavemente ondulados y rebajado notablemente de un lado en algún fruto, anchura de la cav. calicina estrecha, importancia del "russeting" en cavidad calicina ausente; ojo cerrado, entreabierto y aisladamente aparece alguno abierto; sépalos muy compactos en su base o levemente agrietados, puntiagudos y vueltos hacia fuera .
Carne de color blanco a verdosa y presentando a veces zonas como heladas; textura dura, crujiente, y jugosa; sabor característico de la variedad. Agradable; corazón bulbiforme alargado o ausencia de las líneas que lo enmarcan. Eje agrietado o hueco. Celdas de forma variada pero con tendencia a alargada, cartilaginosas, lisas o rayadas de lanosidad blanca. Semillas alargadas y variadas de tamaño.
La manzana 'Normanda' tiene una época de maduración y recolección tardía, se recoge desde finales de octubre hasta mediados de noviembre, madura en el invierno, y de larga duración, aguantan hasta el verano siguiente. Se usa como manzana de mesa fresca de mesa.